# ستيف تومسون (لاعب كرة قدم)
ستيف تومسون (بالإنجليزية: Steve Thompson)‏ (28 يوليو 1955 بشفيلد في المملكة المتحدة - ) هو مدرب كرة قدم ولاعب كرة قدم بريطاني في مركز الدفاع. لعب مع تشارلتون أثلتيك وشيفيلد يونايتد وليستر سيتي ووركشوب تاون ‏ ولينكولن سيتي أف سي ونادي بوسطن يونايتد.

## وصلات خارجية
- ستيف تومسون على موقع قاعدة بيانات كرة القدم.إي يو (الإنجليزية)
- ستيف تومسون على موقع Soccerbase.com (مدرب) (الإنجليزية)